# Toni Šunjić
Toni Šunjić (bs[tǒni ʃûːɲitɕ]; n. 15 decembrie 1988) este un fotbalist profesionist bosniac, care joacă pe postul de fundaș central pentru clubul din Prima Ligă Rusă Dynamo Moscova și echipa națională a Bosniei și Herțegovinei.
Šunjić și-a început cariera la Zrinjski Mostar, după care a fost împrumutat la Kortrijk în 2010. Apoi a ajuns la Zarea Luhansk și la Kuban Krasnodar. Šunjić a fost transferat la VfB Stuttgart în 2015. În 2017, a fost împrumutat la Palermo. Tot în 2017 a ajuns la Dinamo Moscova.
Un fost internațional de tineret pentru Bosnia și Herțegovina, Šunjić și-a făcut debutul la naționala mare în 2012, pentru care a jucat în peste 35 de meciuri. El a reprezentat națiunea la primul ei turneu final, Campionatul Mondial din 2014.

## Cariera pe echipe

### Primii ani
Šunjić a început să joace fotbal la clubul local Branitelj, după care s-a transferat la Academia de tineret a lui Zrinjski Mostar în 1998 la vârsta de 10 ani. La 2 august 2007, și-a făcut debutul ca fotbalist profesionist, într-un meci de calificare în Cupa UEFA împotriva lui Partizan. Šunjić a marcat primul său gol la profesioniști pe 3 august 2008 împotriva lui Borac Banja Luka.
În august 2010 a fost împrumutat timp de un an la Kortrijk.
La 9 iulie 2014, a fost transferat la echipa rusă Kuban Krasnodar cu care a semnat un contract de trei ani.

### VfB Stuttgart
În august 2015, Šunjić a semnat un contract de trei ani cu echipa germană VfB Stuttgart. A înscris în debutul său în Bundesliga, într-o înfrângere la limită cu Hertha BSC pe 12 septembrie.
La sfârșitul sezonului, clubul a fost retrogradat la 2. Bundesliga. Šunjić, totuși, a decis să rămână la club. Nu a jucat pentru Stuttgart în niciun meci din sezonul 2016-2017, fiind împrumutat la Palermo până la sfârșitul sezonului.
În iunie 2017, Šunjić a semnat un contract pe doi ani cu Dinamo Moscova, încheindu-și întoarcerea în Rusia. A debutat într-un meci închiat la egalitate cu Spartak Moscova pe 18 iulie. Pe 3 noiembrie, Šunjić a marcat primul gol pentru echipă, într-un meci din deplasare împotriva lui Ural.

## Cariera la națională

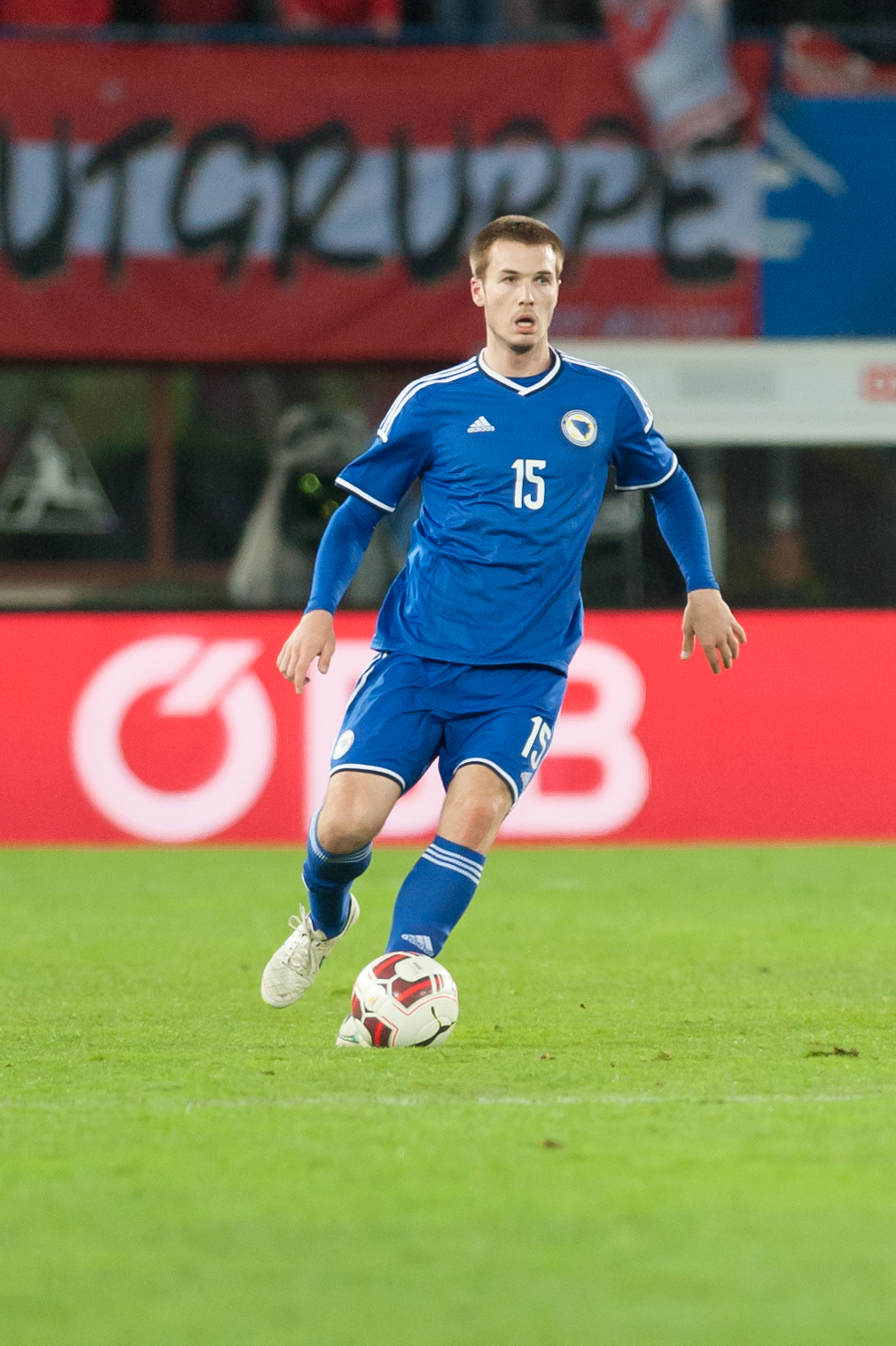
Šunjić jucând pentru Bosnia și Herțegovina în 2015

Šunjić a făcut parte din echipa sub 21 de ani a Bosniei și Herțegovinei.
Šunjić a fost pentru prima dată convocat la naționala mare în august 2012, pentru un meci amical împotriva Țării Galilor. El și-a făcut debutul în acel meci, intrând pe teren în a doua repriză.
În iunie 2014, Šunjić a fost numit în lotul Bosniei și Herțegovinei pentru Campionatul Mondial din 2014, primul turneu important al țării. A debutat într-un meci din grupe împotriva Nigeriei, pe 22 iunie.
Šunjić a marcat primul său gol pentru echipa națională mare la 31 august 2017, în înfrângerea scor 2-3 cu Cipru.